# Soggetto (linguistica)
Il soggetto di una frase è qualsiasi parte della frase a cui è riferito il predicato (che esprime un'azione, un modo di essere, una condizione, una qualità): se il predicato è singolare, anche il soggetto sarà singolare.

## Descrizione
Per esempio, nella frase Io mangio la mela il pronome personale io è il soggetto perché ad esso va riferita l'azione espressa dal verbo mangio.
Il soggetto ha le seguenti proprietà:
- presenta il caso nominativo
- si accorda con il verbo
- può essere costituito da:
  - un sostantivo (Matteo è bello), talvolta preceduto da articoli (Dei computer furono comprati)
  - una proposizione, detta proposizione soggettiva (Parlare con te mi diverte)
  - un pronome (Io mangio)
  - un aggettivo sostantivato (I belli sono spesso invidiati)
  - un participio (I licenziati manifestarono)
  - un infinito (Correre fa bene al cuore)
  - una parola invariabile ("c++" è un linguaggio di programmazione)
  - un sottinteso (Ieri sono stato a scuola), se è una lingua a soggetto nullo, mentre ciò non è possibile per una lingua a soggetto obbligatorio.

Il soggetto esiste in quasi tutte le frasi. Per esempio: Bisogna rispettare quello che la grammatica dice.
- Bisogna rispettare diventa: Tutti devono rispettare quello che la grammatica dice.

Se la frase contiene un verbo impersonale (in realtà un tipo di verbi di tipo molto ridotto), il soggetto può mancare. In italiano ciò è tipico dei verbi che indicano fenomeni meteorologici:
- Oggi nevica. Non c'è nessuno che "nevica" la neve, è un evento che succede e che per convenzione è stato descritto così dalle popolazioni che hanno fatto evolvere le lingue precedenti la nostra.

Il termine soggetto deriva dal latino subiectus, che significa "sottoposto, dipendente, suddito".